# عصوية ذهبية تريرية
عصوية ذهبية تريرية (الاسم العلمي: Chryseobacterium treverense) هي نوع من البكتيريا، سلبية الغرام، تتبع جنس عصوية ذهبية.